# Habrocestum bovei
Habrocestum bovei är en spindelart som först beskrevs av Lucas 1846.  Habrocestum bovei ingår i släktet Habrocestum och familjen hoppspindlar. Inga underarter finns listade i Catalogue of Life.